# Roman Kaizar
Roman Kaizar (* 11. ledna 1967, Ostrava) je bývalý český fotbalista, záložník.

## Fotbalová kariéra
V československé a české lize hrál za Baník Ostrava, FC Vítkovice a SK Dynamo České Budějovice. V československé lize debutoval 10. srpna 1988, nastoupil v 52 utkáních a dal 2 góly. V české lize nastoupil v 20 utkáních a dal 1 gól. Dále hrál ve druhé lize za FC Baník Havířov a FK Fotbal Třinec.

## Ligová bilance
| Ročník                                   | Zápasy | Góly | Minuty | Klub                       |
| ---------------------------------------- | ------ | ---- | ------ | -------------------------- |
| 1. československá fotbalová liga 1988/89 | 7      | 0    | 630    | TJ Baník OKD Ostrava       |
| 1. československá fotbalová liga 1989/90 | 15     | 1    | 412    | TJ Baník OKD Ostrava       |
| 1. československá fotbalová liga 1990/91 | 2      | 0    | 6      | FC Baník Ostrava           |
| 1. československá fotbalová liga 1991/92 | 14     | 0    | 920    | TJ Vítkovice               |
| 1. československá fotbalová liga 1992/93 | 8      | 0    | 580    | FC Vítkovice               |
| 1. československá fotbalová liga 1992/93 | 6      | 1    | 387    | SK JČE České Budějovice    |
| 1. česká fotbalová liga 1993/94          | 20     | 1    | -      | SK Dynamo České Budějovice |
| CELKEM                                   | 72     | 3    | 2.935  |                            |